# 佐津駅
佐津駅（さつえき）は、兵庫県美方郡香美町香住区無南垣（）字左近谷口にある、西日本旅客鉄道（JR西日本）山陰本線の駅である。兵庫県最北端の駅であり、近畿統括本部管区でも最北端に位置する。冬場には特急「はまかぜ」の一部が臨時停車する場合がある。

## 歴史
- 1911年（明治44年）10月25日：鉄道院播但線城崎駅（現・城崎温泉駅） - 香住駅間延伸時に開設[1]。客貨取扱開始[2]。
- 1912年（明治45年）3月1日：線路名称改定。播但線福知山駅 - 和田山駅 - 香住駅間が山陰本線に編入され、当駅もその所属となる。
- 1971年（昭和46年）10月1日：貨物取扱廃止[2]。
- 1984年（昭和59年）10月1日：無人駅化[3]。
- 1987年（昭和62年）4月1日：国鉄分割民営化に伴い、JR西日本の駅となる[2]。
- 2022年（令和4年）10月1日：組織改正に伴い、近畿統括本部福知山管理部管轄となる。

## 駅構造

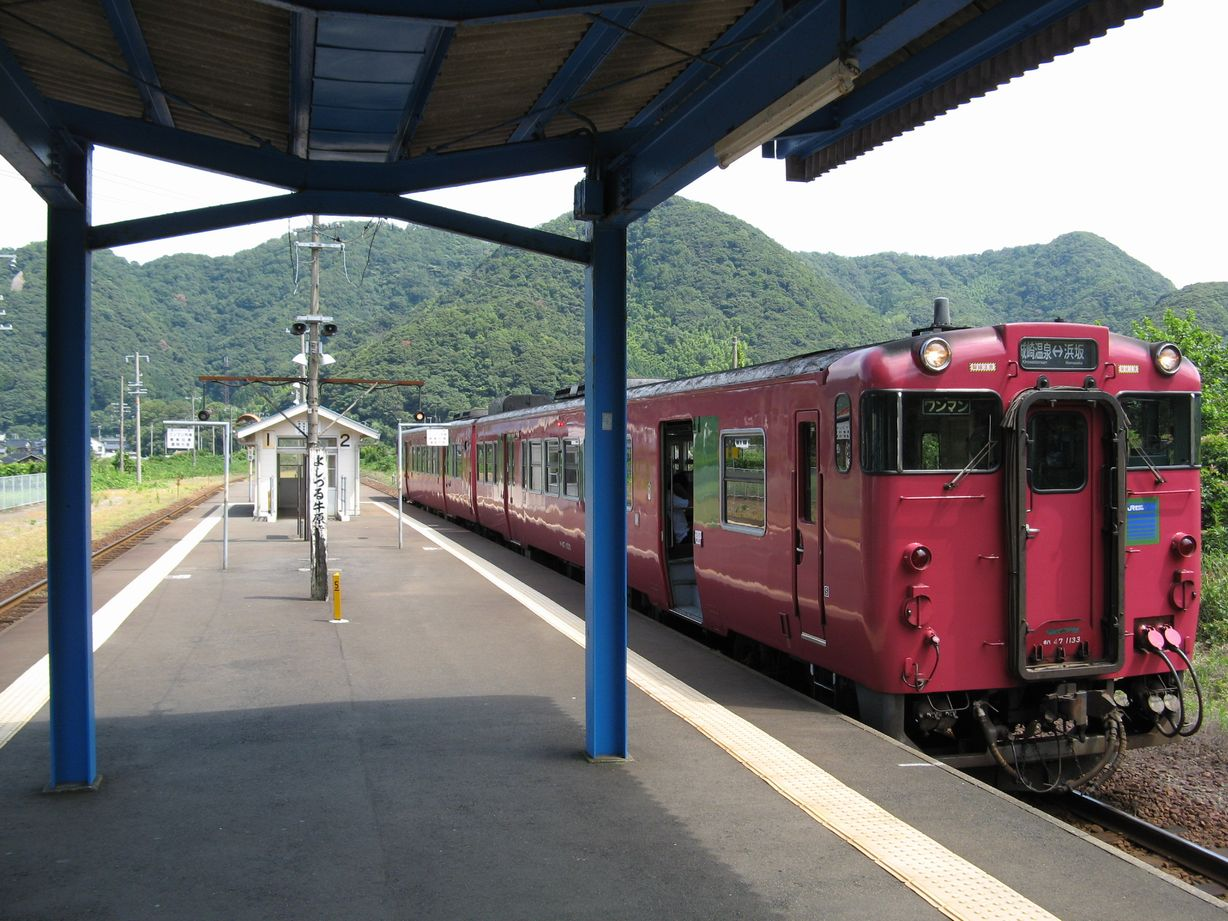
ホーム

島式ホーム1面2線を有する列車交換可能な地上駅。豊岡駅管理の無人駅。木造駅舎を備える。
駅舎は開設当時からのもので、線路北側にありホームには跨線橋で連絡している。

### のりば
| のりば | 路線     | 方向 | 行先               |
| ------ | -------- | ---- | ------------------ |
| 1      | 山陰本線 | 上り | 城崎温泉・豊岡方面 |
| 2      | 山陰本線 | 下り | 浜坂・鳥取方面     |

## 利用状況
2023年度の1日平均乗降人員は128人である。
近年の1日平均乗車人員の推移は以下の通り。
| 乗車人員推移 | 乗車人員推移 |
| 年度         | 1日平均人数  |
| ------------ | ------------ |
| 2000         | 134          |
| 2001         | 133          |
| 2002         | 155          |
| 2003         | 167          |
| 2004         | 168          |
| 2005         | 143          |
| 2006         | 132          |
| 2007         | 134          |
| 2008         | 133          |
| 2009         | 119          |
| 2010         | 124          |
| 2011         | 131          |
| 2012         | 142          |
| 2013         | 133          |
| 2014         | 143          |
| 2015         | 118          |
| 2016         | 118          |
| 2020         | 68           |

## 駅周辺
- 佐津郵便局（※駅名の読みと異なり、「さづ」と読む）
- 奥佐津簡易郵便局（※こちらは「おくさつ」と読む）
- 長谷寺
- 佐津海水浴場
- 佐津温泉[1]
- 香美町町民バス「佐津駅」停留所

## 隣の駅
西日本旅客鉄道（JR西日本）
 山陰本線
- 臨時特急「カニカニはまかぜ」停車駅（ただし、定期特急「はまかぜ」は通年停車しない。）

竹野駅 - 佐津駅 - 柴山駅
2012年までは竹野駅との間に相谷信号場があった。また1985年 - 1996年の夏季には当駅 - 竹野駅間に、海水浴客の便を図って臨時駅のきりはまビーチ駅が設置されていた。